# Balle sous-marine

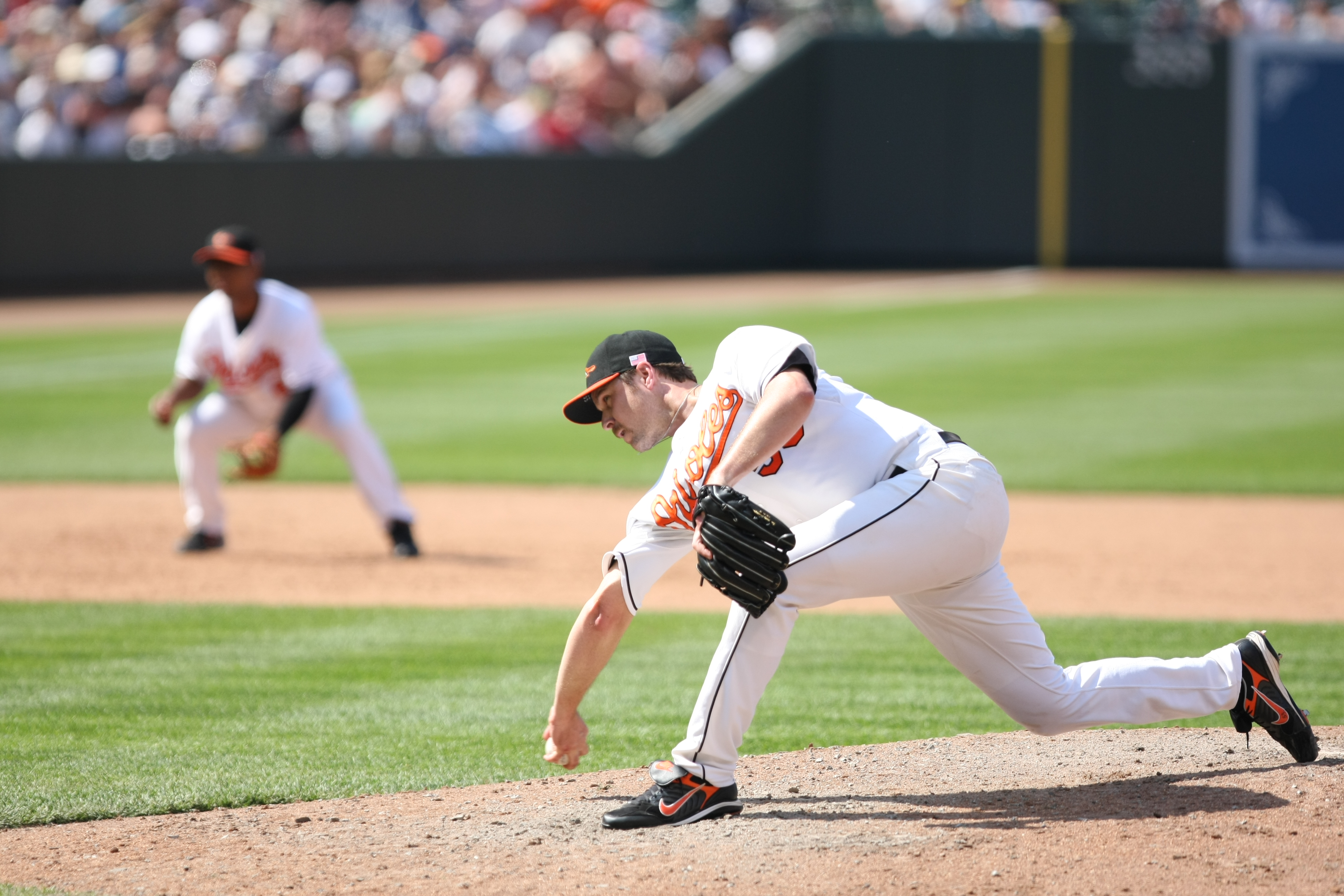
Chad Bradford lance une balle sous-marine.

Au baseball, un lanceur de balle sous-marine est un joueur lançant la balle à l'adversaire « par-dessous », c'est-à-dire quand le bras est sous la hanche. Cette façon de lancer se rapproche de celle des lanceurs de softball, puisqu'au baseball la balle est généralement lancée par-dessus l'épaule. La paume du lanceur se retrouve donc vers le haut et la main plus près du sol lorsque le lancer est décoché vers le frappeur.

## Description
Le bras d'un lanceur de baseball peut se retrouver à des angles différents, par rapport au reste de son corps. Certains par exemple, envoient le bras par-dessus la tête lorsqu'ils effectuent leur motion pour lancer, alors que pour d'autres le bras se situe plus ou moins en ligne droite avec l'épaule, ou en angle avec le torse pour un lancer « de côté » (sidearm en anglais). Pour le lanceur de balle sous-marine, le bras est tendu beaucoup plus près du sol. 
La balle sous-marine n'est pas à proprement parler un type de lancer, tel la balle rapide ou le changement de vitesse, mais plutôt une manière d'effectuer des tirs. L'expression « balle sous-marine » ne réfère qu'aux joueurs évoluant à la position de lanceur, bien que les joueurs évoluant à d'autres positions défensives, particulièrement au champ intérieur, adoptent parfois une manière similaire de relayer la balle à un coéquipier lors d'actions devant être effectuées plus rapidement.

## Effets
La balle voyage vers le receveur et le frappeur différemment avec un lancer sous-marin. Le lanceur doit viser plus haut que la zone de prises afin de voir la balle revenir vers celle-ci. La balle effectue de plus une rotation allant vers le marbre, alors que c'est l'opposé pour un lanceur ayant une motion plus traditionnelle. La balle effectue de plus une rotation dans la direction du bras du lanceur, la rendant plus difficile à frapper pour un batteur de latéralité similaire : ainsi, il est considéré plus difficile pour un frappeur droitier d'avoir du succès contre un lanceur droitier de balle sous-marine, et plus difficile pour un frappeur gaucher de faire face à un lanceur gaucher de balle sous-marine. Une raison non négligeable du succès des lanceurs de balle sous-marine est leur relative rareté. Puisqu'ils sont beaucoup moins communs, les adversaires ont moins d'occasions de parfaire leurs habiletés contre ceux-ci.

## Lanceurs notables

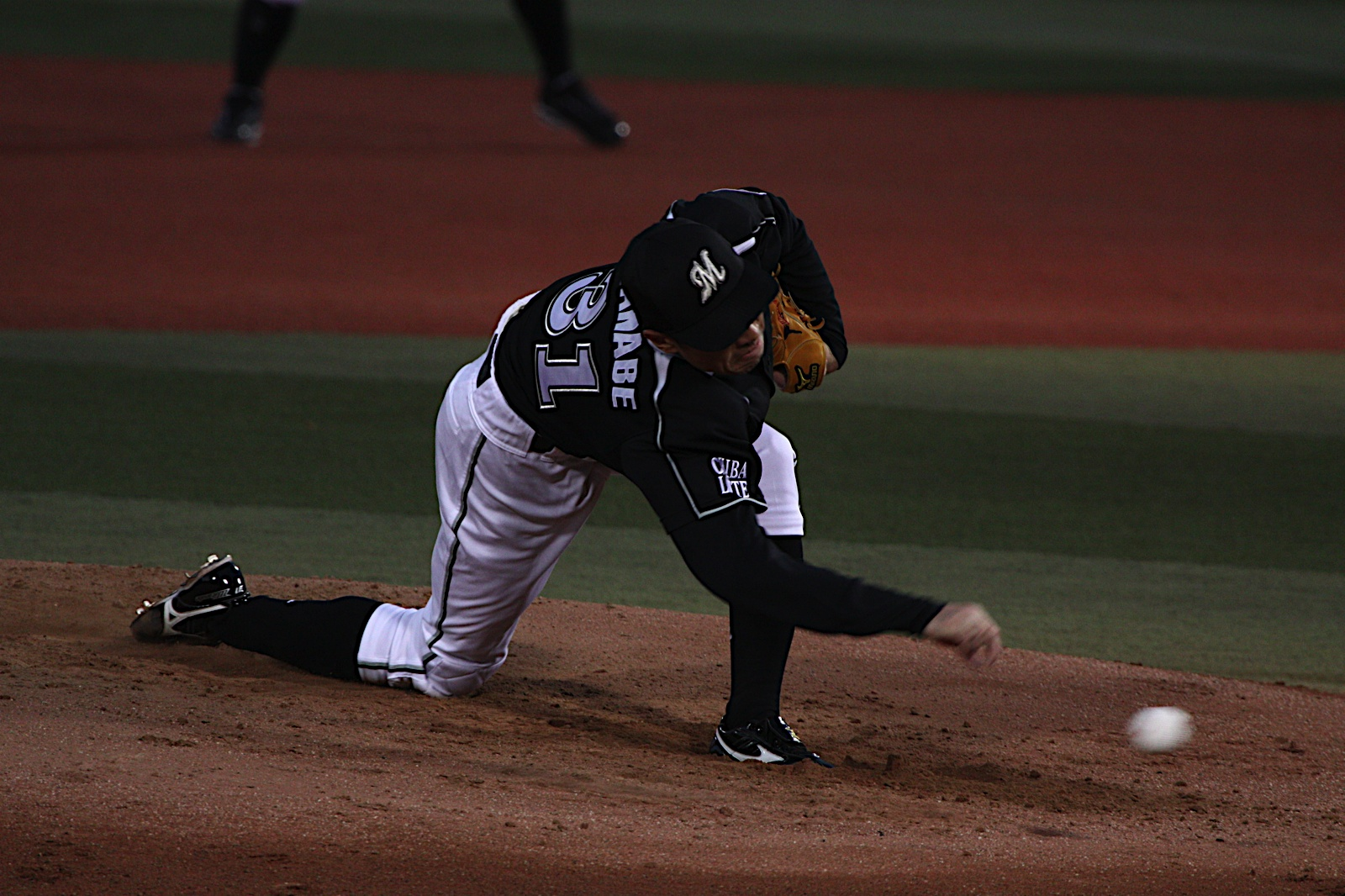
Un lancer de Shunsuke Watanabe.

Un lanceur notable de balle sous-marine est le Japonais Shunsuke Watanabe des Chiba Lotte Marines, surnommé M. Sous-marin (de plus un jeu de mots avec le nom de son club, les Marines). Le point de relâche de Watanabe, c'est-à-dire l'instant où la balle quitte sa main, est extrêmement bas, davantage que pour les autres adeptes du lancer sous-marin. Ainsi, son genou descend si près du sol qu'il porte sous son uniforme une jambière empêchant sa jambe de saigner après avoir frotté la terre du monticule du lanceur plusieurs fois. Il arrive également que les jointures de sa main droite frottent le sol, causant des éraflures.
Les lanceurs de balle sous-marine sont plus nombreux au Japon qu'en Amérique du Nord.
Parmi les lanceurs notables de balle sous-marine, on retrouvait jadis dans les Ligues majeures de baseball : Kent Tekulve, Carl Mays, Dick Hyde, Dan Quisenberry, Ted Abernathy, Byung-Hyun Kim, Elden Auker, Mark Eichhorn, Brian Shouse, Chad Bradford, et Randy Choate.
Parmi les lanceurs actuels (en date de 2017) de balle sous-marine, on retrouve entre autres Darren O'Day, Kazuhisa Makita, Joe Smith, Chong Tae-Hyon et Brad Ziegler,.